# Iglesia de la Purificación (Vesolla)

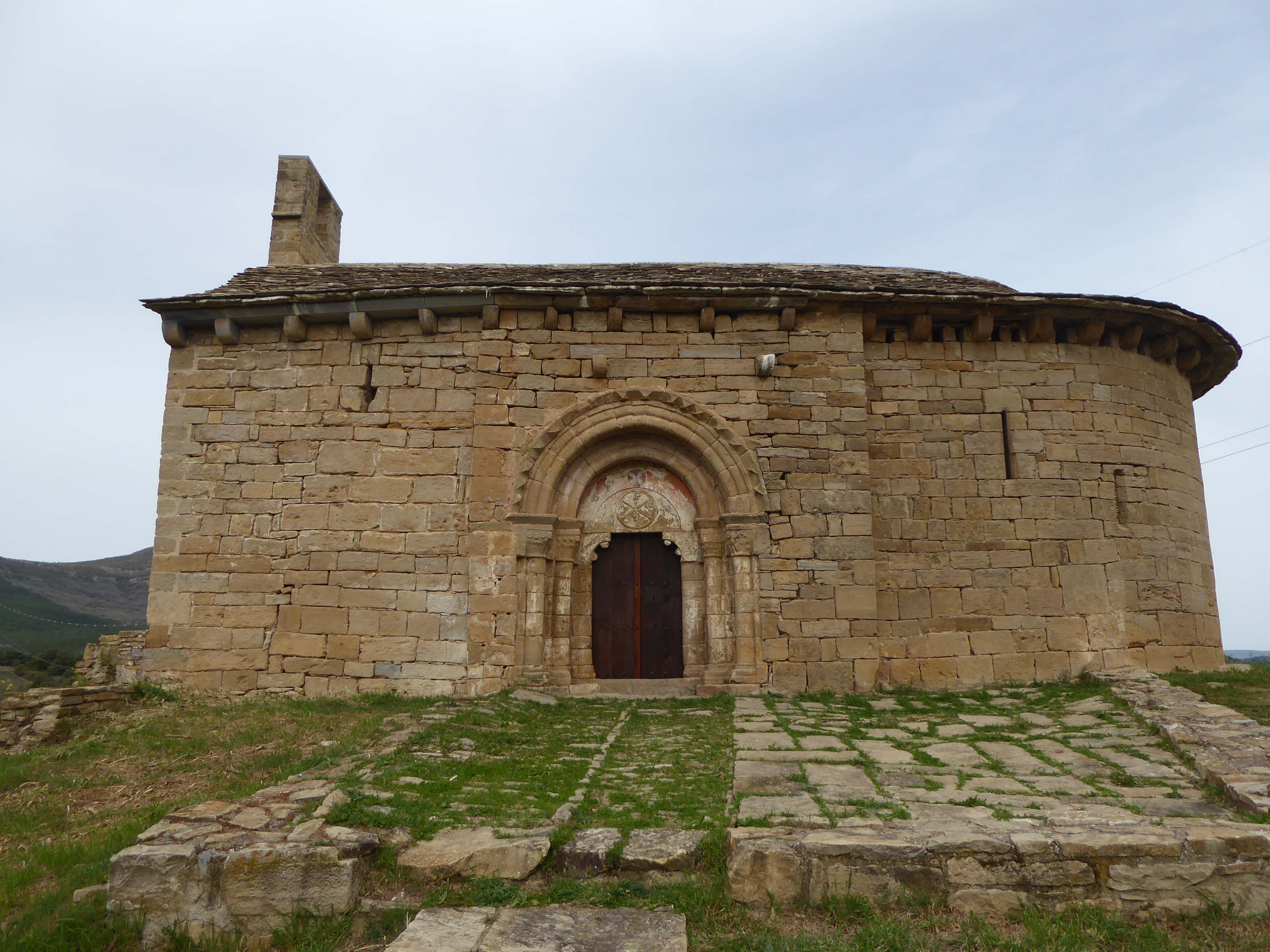
Iglesia de la Purificación (Vesolla)

La iglesia de la Purificación es una iglesia románica del siglo XII situada en Vesolla, pedanía de Ibargoiti (Navarra), en España. 

## Descripción

### Exterior
Es una iglesia de nave única, con orientación Este-Oeste y parcialmente oculta por una edificación aneja que se apoya en el tramo de los pies del templo desde el nivel de su portada. La portada, profusamente decorada, luce doble arquivolta decorada con baquetones. Estos descansan sobre columnas con capiteles decorados a base de relieves muy primarios entre los que se puede ver alguna cabeza humana, sencillos círculos imitando ruedas con radios, animales y roleos. 
Sobre ellas un tímpano que se apoya sobre ménsulas con bolas, en que se representa un hermoso protocrismón trinitario que conserva aún parte de la pintura original, al estilo del que se encuentra en la portada principal de la Catedral de Jaca (Huesca). En la parte superior de la portada existe un guardapolvo de grandes puntas de diamante.

### Interior
En el interior, la iglesia se encuentra articulada en torno a una sola nave de dos tramos más la cabecera semicircular. Se encuentra profusamente pintada con frescos de fecha muy posterior a la construcción original del edificio. 
La nave está cubierta de bóveda de medio cañón apuntado sobre arcos fajones, que descansan sobre columnas con capiteles con roleos, bolas y sencillos arcos. A la altura del cimacio de los mismos nace una imposta lisa que circunda toda la iglesia. El ábside cubierto de bóveda de horno tenía una ventana axial, hoy cegada.

## Conservación
De propiedad particular, con inestimable valor histórico y artístico, se inauguró tras su restauración el 5 de octubre de 2015.